# Pithya cupressina
Pithya cupressina är en svampart som beskrevs av Fuckel 1870. Pithya cupressina ingår i släktet Pithya och familjen Sarcoscyphaceae.   Inga underarter finns listade i Catalogue of Life.